# Ronald Stuart Park
Ronald Stuart Park, novozelandski general, * 18. februar 1895, † 15. avgust 1980.